# Тасоткель (Хромтауський район)
Тасотке́ль (каз. Тасөткел) — село у складі Хромтауського району Актюбінської області Казахстану. Адміністративний центр Тасоткельського сільського округу.
Населення — 294 особи (2021; 352 у 2009, 556 у 1999, 1230 у 1989).